# Giacomo di Savoia-Nemours
Giacomo di Savoia-Nemours, duca di Nemours, del Genevese e d'Aumale (Vauluisant, 12 ottobre 1531 – Annecy, 15 giugno 1585), fu un nobile e militare francese appartenente a Casa Savoia.

## Biografia
Giacomo era figlio di Filippo di Savoia-Nemours (1490 – 1533) e di Carlotta d'Orléans-Longueville (1512 – 1549).
Intrapresa la carriera militare, ebbe modo di distinguersi personalmente negli assedi di Lens e Metz (1552–1553), nella battaglia di Renty (1554) e nella campagna in Piemonte (1555).
Egli fu un sostenitore dei duchi di Guisa, e dovette alla sconfitta di questi lasciare la Francia e ritirarsi in Savoia a seguito di un complotto. Al suo ritorno in Francia egli dovette combattere gli ugonotti e si segnalò per i suoi successi nel Delfinato e nel Lyonnais. Nel 1567 indusse la corte reale a ritornare da Meaux a Parigi, prendendo parte alla Battaglia di Saint-Denis, protestando poi contro la Pace di Longjumeau, e respingendo l'invasione di Wolfgang, Conte Palatino di Zweibrücken. Egli votò gli ultimi suoi anni di vita alle arti ed alle lettere, morendo a Annecy.
Egli sposò Anna d'Este, figlia del Duca di Ferrara Ercole II d'Este e di Renata di Francia, e vedova del Duca Francesco I di Guisa. Sul trono del ducato di Nemours gli succedette il figlio, Carlo Emanuele.
Giacomo di Savoia Nemours fu il personaggio storico che Madame de La Fayette scelse come protagonista del suo più famoso romanzo (considerato, tra gli altri da Voltaire, capostipite del romanzo psicologico moderno), La principessa di Clèves (1678).

## Discendenza
Giacomo di Savoia-Nemours ed Anna ebbero tre figli:
- Carlo Emanuele (1567 – 1595), duca di Nemours;
- Margherita (1569 – 1572);
- Enrico (1572 – 1632), duca di Nemours.

## Ascendenza
|                                |                                 |                        | Genitori             |  |  | Nonni |  |  | Bisnonni           |  |  | Trisnonni         |  |
|                                |                                 |                        |                      |  |  |       |  |  | Ludovico di Savoia |  |  | Antipapa Felice V |  |
|                                |                                 |                        |                      |  |  |       |  |  | Ludovico di Savoia |  |  | Antipapa Felice V |  |
|                                |                                 | Maria di Borgogna      |                      |  |  |       |  |  | Ludovico di Savoia |  |  |                   |  |
| Filippo II di Savoia           |                                 |                        |                      |  |  |       |  |  | Ludovico di Savoia |  |  |                   |  |
|                                |                                 | Anna di Lusignano      | Giano di Lusignano   |  |  |       |  |  |                    |  |  |                   |  |
|                                |                                 | Anna di Lusignano      | Giano di Lusignano   |  |  |       |  |  |                    |  |  |                   |  |
|                                |                                 | Anna di Lusignano      | Carlotta di Borbone  |  |  |       |  |  |                    |  |  |                   |  |
| Filippo di Savoia-Nemours      |                                 | Anna di Lusignano      |                      |  |  |       |  |  |                    |  |  |                   |  |
|                                |                                 | Giovanni II di Brosse  | Giovanni I di Brosse |  |  |       |  |  |                    |  |  |                   |  |
|                                |                                 | Giovanni II di Brosse  | Giovanni I di Brosse |  |  |       |  |  |                    |  |  |                   |  |
|                                |                                 | Giovanni II di Brosse  | Jeanne de Naillac    |  |  |       |  |  |                    |  |  |                   |  |
| Claudina di Brosse             |                                 | Giovanni II di Brosse  |                      |  |  |       |  |  |                    |  |  |                   |  |
|                                |                                 | Nicoletta di Châtillon | Carlo di Châtillon   |  |  |       |  |  |                    |  |  |                   |  |
|                                |                                 | Nicoletta di Châtillon | Carlo di Châtillon   |  |  |       |  |  |                    |  |  |                   |  |
|                                |                                 | Nicoletta di Châtillon | Isabella di Vivonne  |  |  |       |  |  |                    |  |  |                   |  |
| Giacomo di Savoia-Nemours      |                                 | Nicoletta di Châtillon |                      |  |  |       |  |  |                    |  |  |                   |  |
|                                | Francesco d'Orléans-Longueville | Jean de Dunois         |                      |  |  |       |  |  |                    |  |  |                   |  |
|                                | Francesco d'Orléans-Longueville | Jean de Dunois         |                      |  |  |       |  |  |                    |  |  |                   |  |
|                                | Francesco d'Orléans-Longueville | Marie d'Harcourt       |                      |  |  |       |  |  |                    |  |  |                   |  |
| Luigi I d'Orléans-Longueville  | Francesco d'Orléans-Longueville |                        |                      |  |  |       |  |  |                    |  |  |                   |  |
|                                |                                 | Agnese di Savoia       | Ludovico di Savoia   |  |  |       |  |  |                    |  |  |                   |  |
|                                |                                 | Agnese di Savoia       | Ludovico di Savoia   |  |  |       |  |  |                    |  |  |                   |  |
|                                |                                 | Agnese di Savoia       | Anna di Lusignano    |  |  |       |  |  |                    |  |  |                   |  |
| Carlotta d'Orleans-Longueville |                                 | Agnese di Savoia       |                      |  |  |       |  |  |                    |  |  |                   |  |
|                                |                                 | Filippo di Hochberg    | Rodolfo di Hochberg  |  |  |       |  |  |                    |  |  |                   |  |
|                                |                                 | Filippo di Hochberg    | Rodolfo di Hochberg  |  |  |       |  |  |                    |  |  |                   |  |
|                                |                                 | Filippo di Hochberg    | Margherita di Vienne |  |  |       |  |  |                    |  |  |                   |  |
| Giovanna di Hochberg           |                                 | Filippo di Hochberg    |                      |  |  |       |  |  |                    |  |  |                   |  |
|                                |                                 | Maria di Savoia        | Amedeo IX di Savoia  |  |  |       |  |  |                    |  |  |                   |  |
|                                |                                 | Maria di Savoia        | Amedeo IX di Savoia  |  |  |       |  |  |                    |  |  |                   |  |
|                                |                                 | Maria di Savoia        | Iolanda di Francia   |  |  |       |  |  |                    |  |  |                   |  |
|                                |                                 | Maria di Savoia        |                      |  |  |       |  |  |                    |  |  |                   |  |